# Mendel (stacja antarktyczna)
Johann Gregor Mendel – letnia stacja antarktyczna, należąca do Czech, położona na Wyspie Jamesa Rossa u wybrzeża Półwyspu Antarktycznego.

## Położenie i warunki
Stacja znajduje się na Wyspie Jamesa Rossa w pobliżu Ziemi Grahama, w północnej części Morza Weddella. Centralną część stacji stanowi budynek mieszkalny o wymiarach 21×11 m. Otacza go dziewięć mniejszych budowli służących do zasilania stacji w prąd; 70% energii elektrycznej pochodzi z paneli słonecznych. Pracownicy stacji muszą się liczyć z nagłymi zmiany pogody w tym rejonie; temperatura spada niekiedy do -30 °C.

## Historia i działalność
Stacja została założona w 2006 roku z inicjatywy czeskiego Uniwersytetu Masaryka. Jej patronem jest Gregor Mendel, genetyk i meteorolog. Stacja działa w sezonie letnim, pracują na niej geolodzy, klimatolodzy i biolodzy; prace dotyczą efektów zmian klimatycznych w Antarktyce, w szczególności tworzenia się oaz antarktycznych i ich kolonizacji przez organizmy żywe.